# Martin Plowman

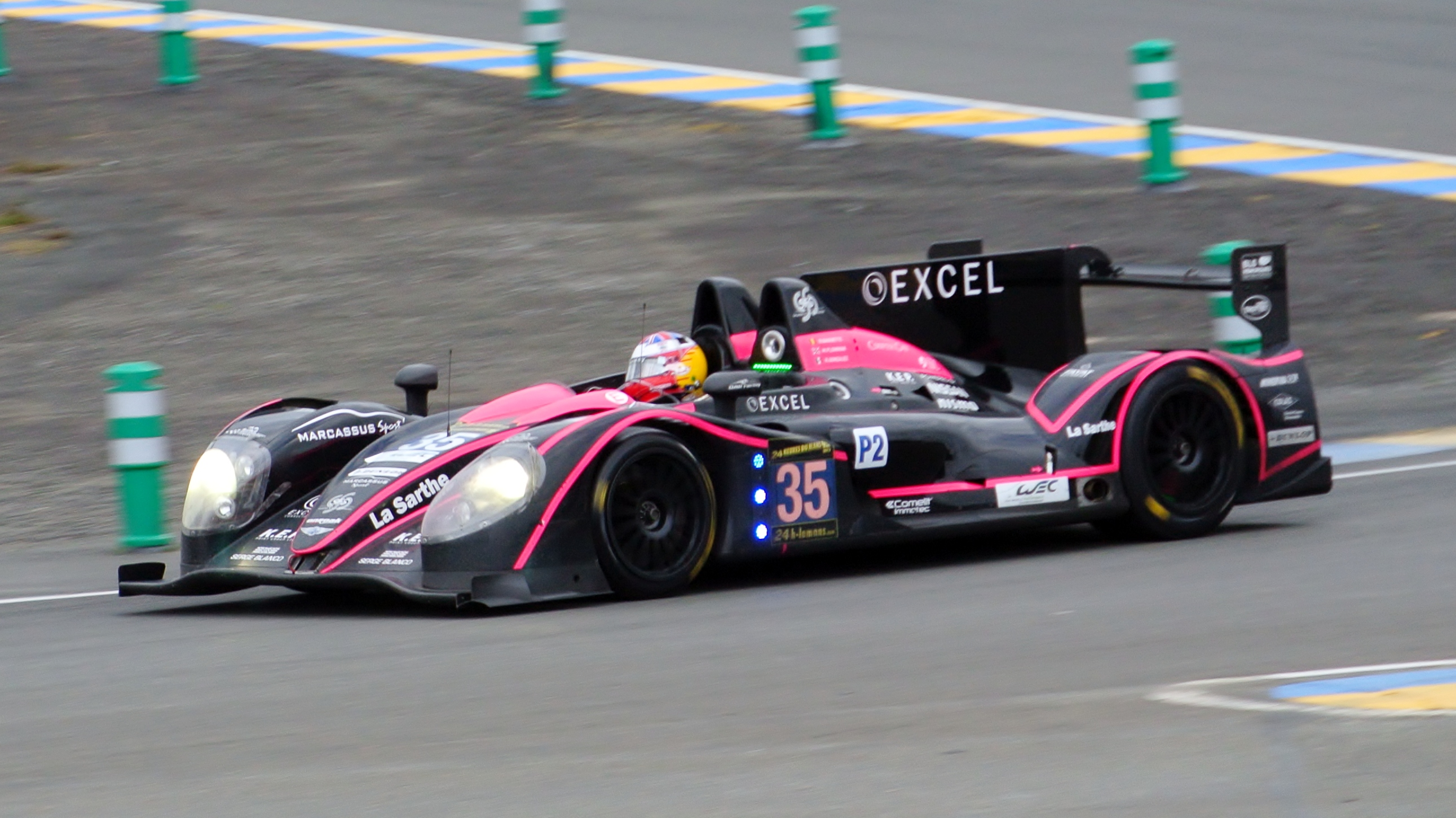
Martin Plowman in actie tijdens de 24 uur van Le Mans in 2013.

Martin Plowman (Burton upon Trent, 3 oktober 1987) is een Brits autocoureur. In 2013 won hij de 24 uur van Le Mans in de LMP2-klasse en was hij in deze klasse kampioen in het FIA World Endurance Championship.

## Carrière
Plowman begon zijn carrière in het karting. Hierna kreeg hij een tienjarig contract als juniorcoureur voor Toyota. In 2006 maakte hij zijn debuut in het formuleracing in de Italiaanse Formule Renault 2.0 voor het Prema Powerteam, waarbij hij als vijfde in het kampioenschap eindigde. In 2007 werd hij voor hetzelfde team als zevende, waarna hij door Toyota uit hun juniorprogramma werd gezet.
In 2008 werd Plowman een juniorcoureur voor Volkswagen en reed in de Formule 3 Euroseries voor RC Motorsport. Zijn beste resultaat was slechts een zeventiende plaats. Ook reed hij voor Signature-Plus in de Masters of Formula 3, waarin hij veertiende werd.
In 2009 tekende Plowman voor Panther Racing in de Indy Lights, waarbij hij elfde werd in het kampioenschap. Voor het seizoen 2010 tekende hij voor AFS-Andretti Autosport, waarbij hij de race op het Mid-Ohio Sports Car Course won en als derde in het kampioenschap eindigde achter Jean Karl Vernay en James Hinchcliffe.
In 2011 maakte Plowman zijn debuut in de IndyCar Series voor Sam Schmidt Motorsports tijdens de race op Mid-Ohio. Hij reed met nummer #17 met het logo van Snowball Express, een vrijwillige organisatie die de kinderen van militairen die sinds de aanslagen op 11 september overleden assisteert. Tevens reed hij in de races op de Sonoma Raceway en het Stratencircuit Baltimore.
In 2012 reed Plowman voor Conquest Endurance met David Heinemeier Hansson en Francesco Dracone in de P2-klasse van de American Le Mans Series. Het team eindigde als derde in deze klasse in de 12 uur van Sebring, ondanks dat zij Dracone slechts 12 uur voor de race vanwege ziekte door Jan Heylen moesten vervangen. Het team eindigde uiteindelijk als tweede in het kampioenschap van deze klasse achter de Level 5 Motorsports-auto van Scott Tucker en Christophe Bouchut.
Aan het eind van 2012 beëindigde Conquest haar deelname aan de ALMS. Plowman stapte hierna over naar OAK Racing in de LMP2-klasse van het FIA World Endurance Championship, waar hij naast Bertrand Baguette en Ricardo González kwam te rijden. Het team won onder andere de 24 uur van Le Mans en won het LMP2-kampioenschap met zeven punten voorsprong op het andere OAK-trio van Heinemeier Hansson, Alex Brundle en Olivier Pla.
In 2014 keerde Plowman terug in de IndyCar Series. Hij nam deel aan de eerste Grand Prix van Indianapolis en de Indianapolis 500, beiden op de Indianapolis Motor Speedway, voor het team A.J. Foyt Enterprises.

## Resultaten
IndyCar Series resultaten (aantal gereden races, aantal maal in de top 5 van een race, eindpositie kampioenschap en punten)
| Jaar | Races | 1ste | 2de | 3de | 4de | 5de | Rang | Ptn |
| ---- | ----- | ---- | --- | --- | --- | --- | ---- | --- |
| 2011 | 3     | -    | -   | -   | -   | -   | 33   | 49  |
| 2014 | 2     | -    | -   | -   | -   | -   | 33   | 18  |

### Resultaten Indianapolis 500
| Jaar | Chassis | Motor | Start | Finish | Team                  |
| ---- | ------- | ----- | ----- | ------ | --------------------- |
| 2014 | Dallara | Honda | 32    | 23     | A.J. Foyt Enterprises |